# Villeneuve-la-Lionne
Villeneuve-la-Lionne é uma comuna francesa na região administrativa do Grande Leste, no departamento de Marne. Estende-se por uma área de 15.27 km², e possui 284 habitantes, segundo o censo de 2018, com uma densidade de 19 hab/km².